# Lucius Publilius Celsus
Lucius Publilius Celsus est un sénateur romain qui s'est illustré sous Trajan (98 - 117) et fit partie des quatre consulaires exécutés au début du règne d'Hadrien.

## Biographie
De Publilius Celsus, malgré deux consulats (en 102 et 113), on ne sait que peu de choses. Proche de l'empereur Trajan, il prend part aux guerres daciques (101-102 et 105-106). Publilius Celsus est honoré de son vivant d'une statue de bronze dans le forum d'Auguste, honneur réservé qu'à deux autres consulaires (Aulus Cornelius Palma pour son annexion de l'Arabie et Quintus Sosius Senecio pour son rôle décisif dans les guerres daciques) par Trajan. Mais on en ignore la raison pour Publilius Celsus.
Selon l'Histoire Auguste, Publilius Celsus et Aulus Cornelius Palma (deux fois consul ordinaire sous Trajan en 99 et 109) sont en état de disgrâce à la toute fin du règne de Trajan, alors qu'ils « avaient toujours été [les] ennemis [d'Hadrien] ». Trajan a alors désigné à l'attention générale Hadrien comme successeur, bien que cela n'ait jamais été officialisé.
En 117, Trajan, malade, décède en août et Hadrien est aussitôt acclamé par les troupes comme imperator. Pour autant, sa position est délicate : la rumeur veut que Trajan n'ait pas voulu désigner de successeur, et que l'adoption soit l'œuvre de Plotine,. Hadrien craint un coup d'État de ceux ayant acquis influence, gloire et fortune auprès de Trajan.

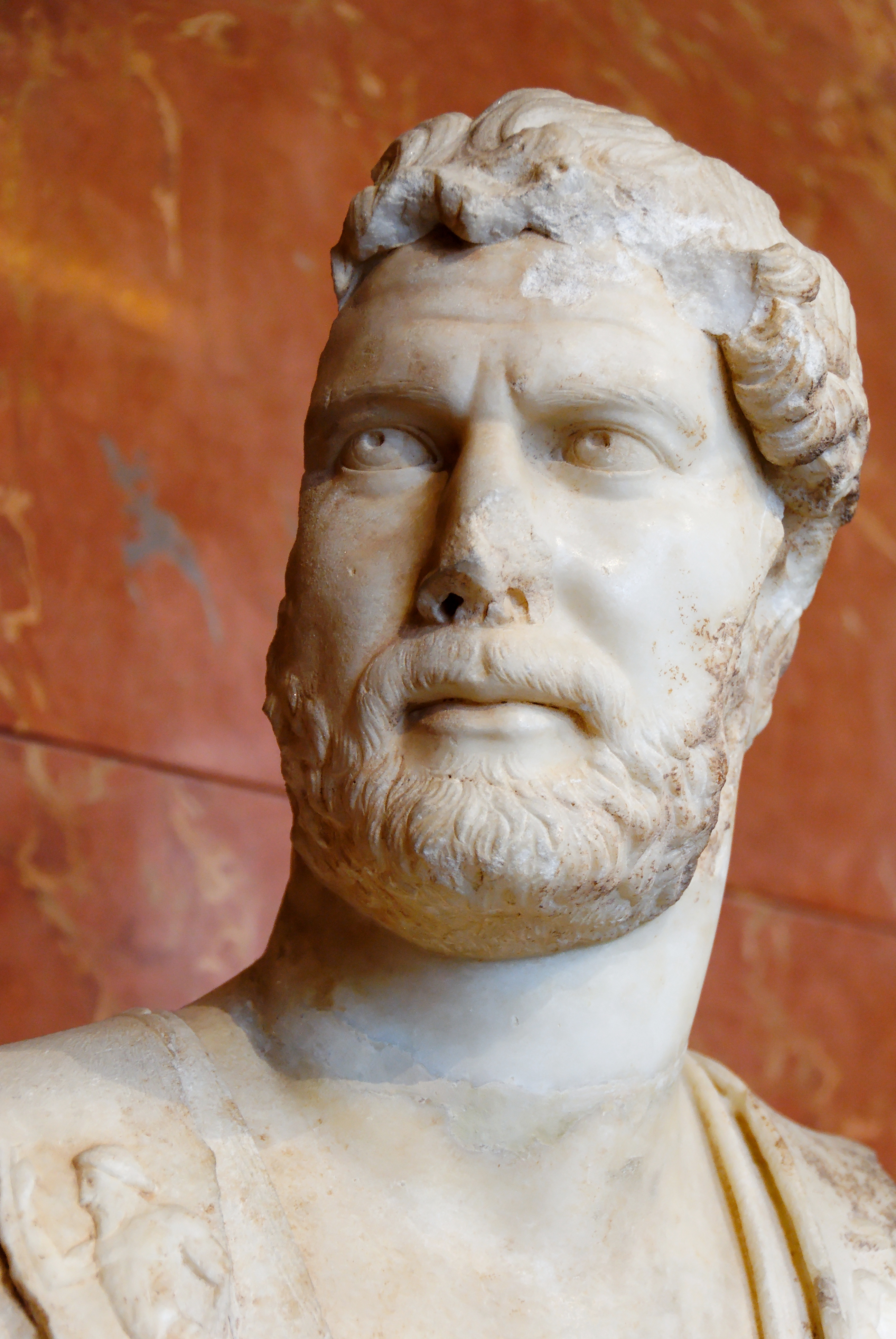
L'empereur Hadrien (117 à 138).

Sur ordre du Sénat, Publilius Celsus et d'autres présumés conspirateurs sont exécutés, dont les principaux sont Aulus Cornelius Palma (consul en 99 et 109), Caius Avidius Nigrinus (consul en 110 et gouverneur de la Dacie) et Lusius Quietus (l'un des principaux généraux de Trajan et gouverneur de Judée),,, car ils sont suspectés d'avoir attenté à la vie du nouvel empereur ou d'aspirer au trône. Hadrien, alors en Syrie, nie avoir ordonné les exécutions, de ces quatre sénateurs influents durant le règne de Trajan,. On y voit parfois la main du préfet du prétoire Publius Acilius Attianus. Ces assassinats font beaucoup de tort à la popularité d'Hadrien, qui démet Attianus de ses fonctions, réservées aux chevaliers, en le nommant sénateur.
Celsus est exécuté à Baïes, en Campanie, en l'an 118.